# Dagteeken- en Kunstambachtsschool voor Meisjes

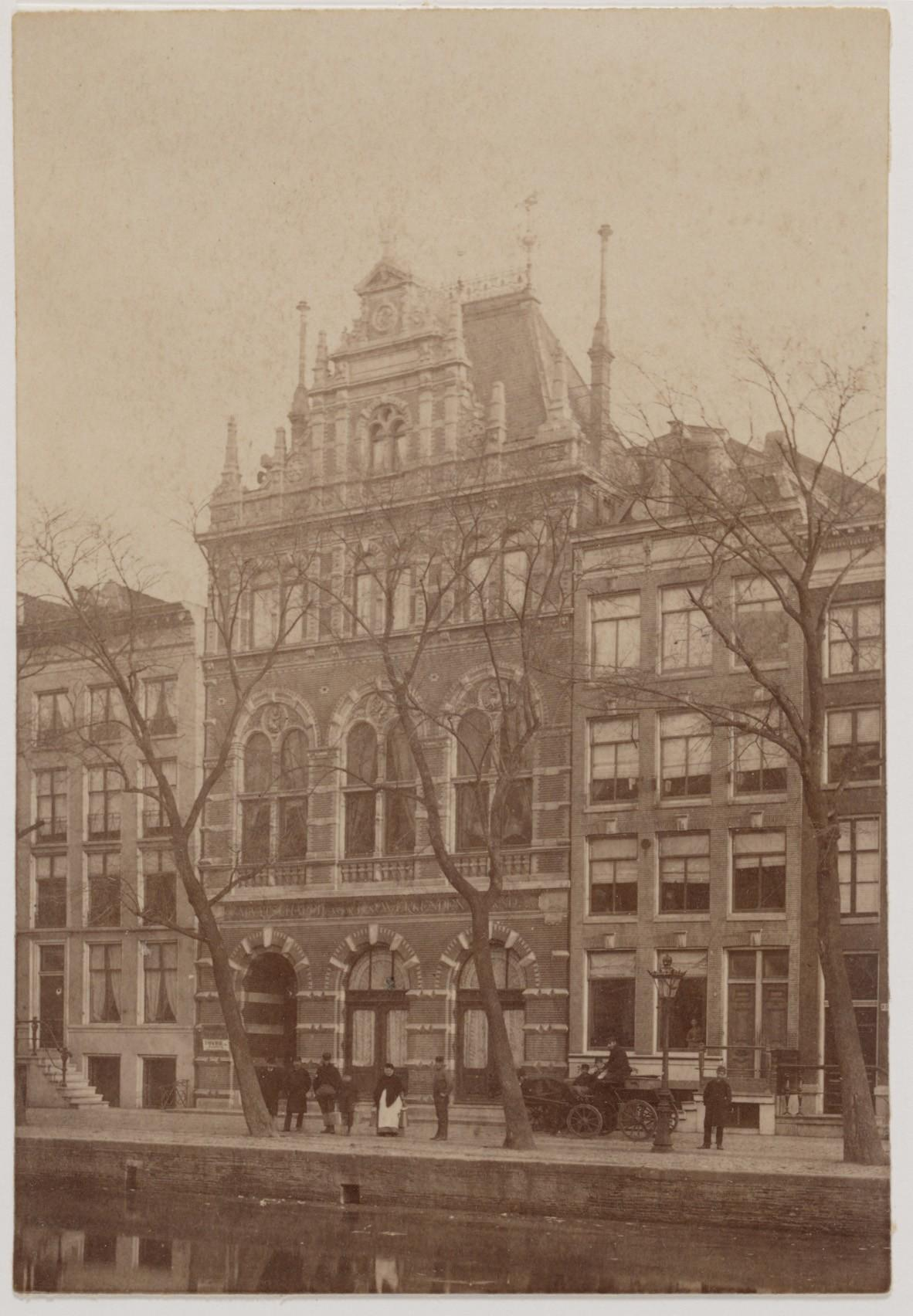
Kloveniers-burgwal 87, vor 1900

Dagteeken- en Kunstambachtsschool voor Meisjes war eine niederländische Mädchenschule für Zeichnen und Kunsthandwerk in Amsterdam.

## Geschichte

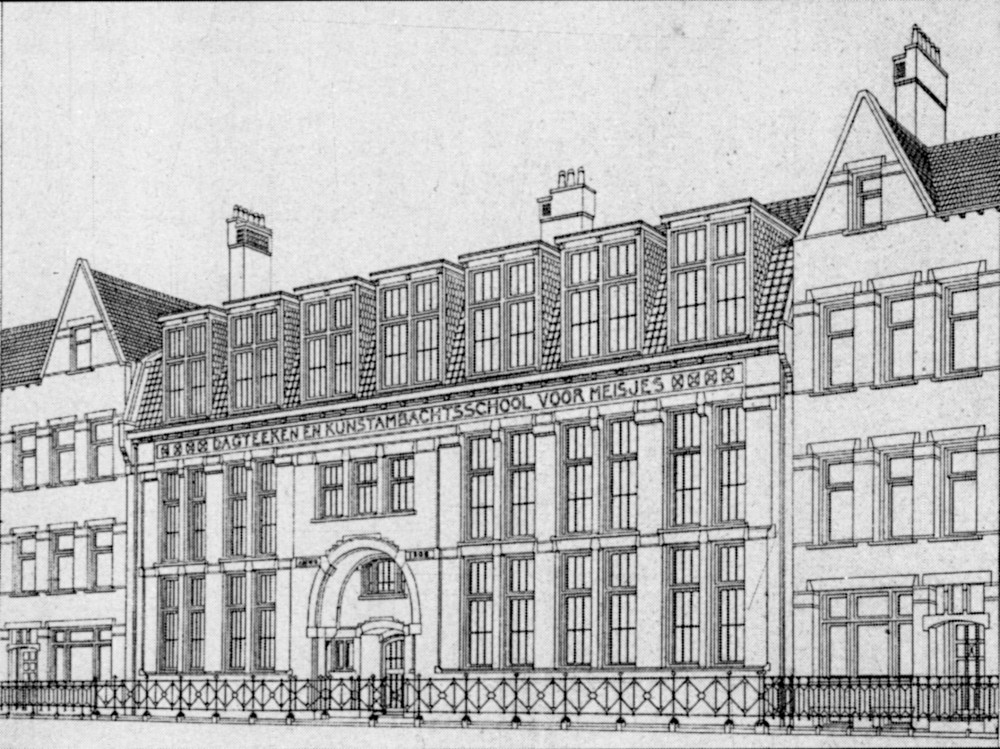
Entwurf für das Schulgebäude Metsustraat 16 (1907)

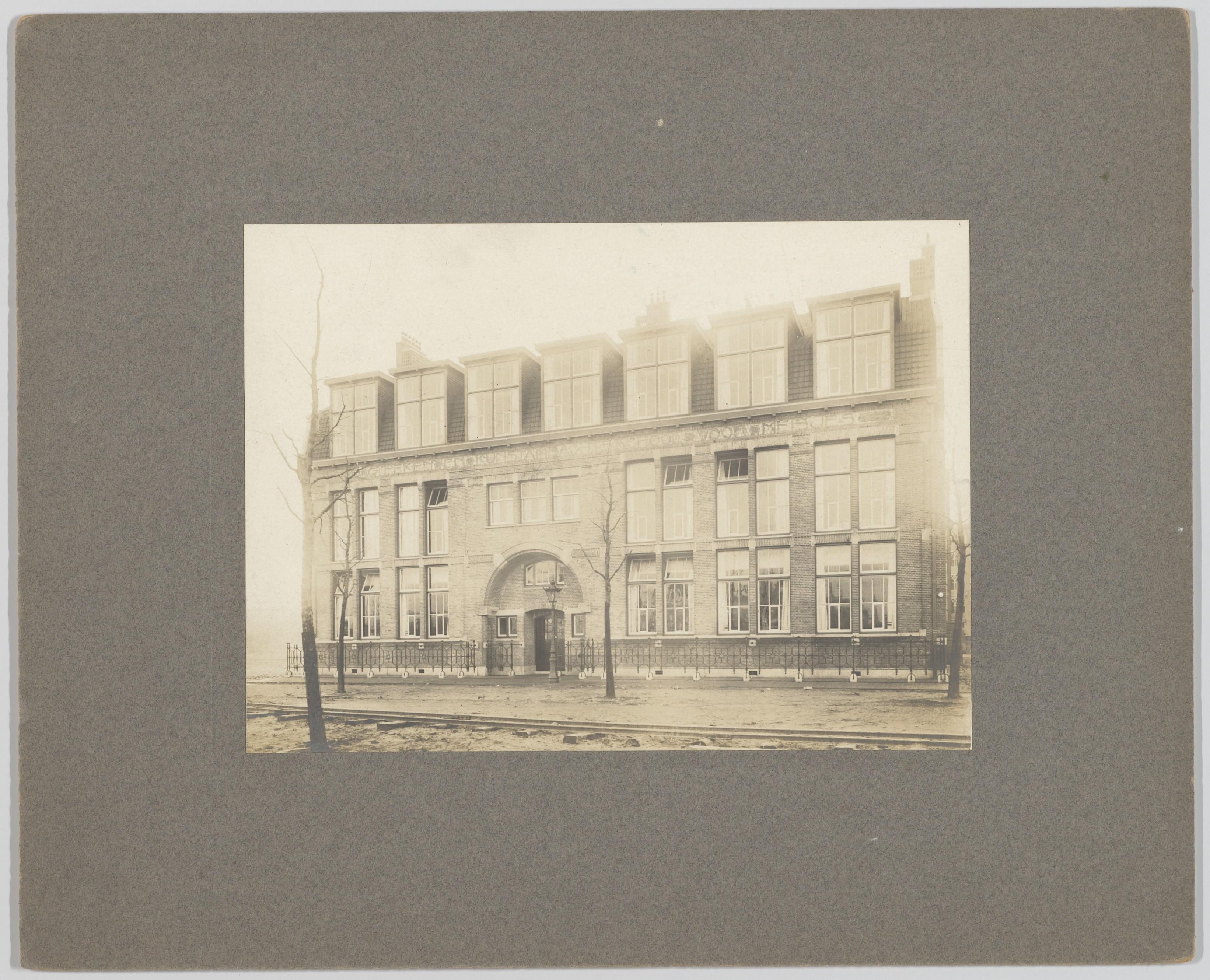
Metsustraat 16 (ca. 1908)

Vorausgegangen war die Gründung einer Zeichen- und Handwerksschule „für Söhne und Pflegesöhne von Mitgliedern der Gesellschaft“ durch die Maatschappij voor den Werkenden Stand (Gesellschaft für die Arbeiterklasse) im Jahr 1863. Ab 1870 war die Einrichtung unter dem Namen „Industrieschool“ bekannt. 1878 wurde für Mädchen als Abteilung der Industrieschule eine Zeichenschule gegründet, die mit vier Schülerinnen startete. Der Unterricht wurde im Dachgeschoss des Gebäudes der Maatschappij voor den Werkenden Stand am Oudezijds Voorburgwal in der Nähe des Vredenburgersteeg im Amsterdamer Viertel De Wallen abgehalten und ab 1883 in deren neuem Gebäude am Kloveniersburgwal 87–89. Im Jahr 1886 wurde beschlossen, die Mädchenschule zu einem unabhängigen Fachbereich mit einem eigenen Vorstand zu machen. Zu den Vorsitzenden gehörten unter anderem Jonkvrouw Jeltje de Bosch Kemper, als Vorstandssekretärin Wibbina Maria Korteweg Baroness d’Aulnis de Bourouill (1853–1932), J. L. De Roever als Schatzmeisterin, der Zeichner und Bildhauer Willem Molkenboer und der Architekt und Bildhauer Jacobus Roeland de Kruijff.
1901 wurde die Zeichenschule neu organisiert und mit Zuschüssen von der Gemeinde, der Provinz und der Landesregierung um eine Handwerks- und Kunstgewerbeabteilung erweitert. Sie wurde am 1. September 1902 mit einem umfassenden Personalstab und etwa 70 bis 80 Schülerinnen zunächst in der Groenburgwal 24 eröffnet. Mit der weiter wachsenden Schülerinnenzahl und der Erweiterung  des praktischen Unterrichts in Lithographie, Radierung, Buchbinderei, Holzschnitzerei und Textiltechnik wurde ein besser geeignetes Gebäude erforderlich. Im Jahr 1908 wurde das neue Schulgebäude in der Gabriël Metsustraat 16 nach einem Entwurf des Architekten Hendrik Petrus Berlage in Betrieb genommen.
1923 musste die Schule mit der Kunstgewerbeschule Quellinus (Kunstnijverheidsschool Quellinus) und der Teekenschool voor Kunstambachten (Zeichenschule für Kunsthandwerk) fusionieren. Das bedeutete, dass künftig die Mädchen aus der Oberschicht, die die Schule besuchten, gemeinsam mit Jungen aus der Arbeiterschicht der anderen Schulen unterrichtet wurden (Koedukation). Im Dezember 1923 wurde das Instituut voor Kunstnijverheidsonderwijs (IvKNO) gegründet mit Sitz an der Adresse der ehemaligen Mädchenschule, das 1968 in Gerrit Rietveld Academie umbenannt wurde. Bis 1967 wurde der Unterricht noch in der Gabriël Metsustraat 16 abgehalten.
Das Archiv der Dagteeken-en Kunstambachtsschool wird im RKD – Nederlands Instituut voor Kunstgeschiedenis aufbewahrt. Es enthält „Berichte und Statuten über die Mitgliederversammlung, Reglemente, Protokolle und Berichte der Vorstandssitzungen, Jahresberichte, Berichte an verschiedene Behörden, Schülerlisten, Unterrichtsmaterialien, Listen des Lehrpersonals, Finanzunterlagen und Dokumente zum Gebäude“ sowie ein Fotoarchiv aus der Zeit um 1908.

## Die Schule
Die Vorstandsvorsitzende der Schule ab 1886, Jeltje de Bosch Kemper, widmete sich der Verbesserung der gesellschaftlichen und rechtlichen Stellung der Frau und war Begründerin einer Reihe von Berufsbildungskursen für Frauen. Sie gründete unter anderem den ersten niederländischen Ausbildungskurs für professionelle Krankenpfleger und einen Lehrerausbildungskurs an der Amsterdamer Huishoudschool. Betsy Kerlen (1859–1932) war von 1886 bis 1916 Direktorin und ebenfalls Feministin. 1886 war sie eine der Gründerinnen des ersten niederländischen Schwimmvereins für Frauen, des Hollandsche Dames Zwemclub (HDZ), und des gemischten Amsterdamer Radsportvereins Allegro moderato. Sie war auch in der Vereeniging voor Verbetering van Vrouwenkleding (Verein zur Verbesserung der Damenbekleidung) und der Vereeniging voor Vrouwenkiesrecht (Vereinigung für Frauenwahlrecht) aktiv. Ihre Nachfolgerin war bis zu ihrer Heirat 1920 H. Doyer. Sie wurde 1920 abgelöst von Johannes B. Smits (1874–1945), der bereits 1905 in der Buchbinde- und Lederverarbeitungsklasse an der Schule unterrichtet hatte und ab 1906 an der Kunstgewerbeschule in Zürich lehrte. Er war der erste Direktor der fusionierten Schule im Jahr 1924 und ging 1939 in den Ruhestand.
An der Schule lehrten unter anderem Tine Baanders, Bertha Bake, Jo Bauer-Stumpff, Wilhelmina Drupsteen, Agnieta Gijswijt, Berhardina Midderigh-Bokhorst, Kees Oosschot, Georg Rueter, Anna Sipkema, Jan Uri und Maria Augusta Willeumier.
Schülerinnen
- Anna Elisabeth Batelt
- Nelly Bodenheim
- Tini van Doornik
- Hendrika van Gelder
- Margot van Hasselt
- Elisabeth Hattink
- Maria Hofker-Rueter
- Elisabeth Menalda
- Suze Middendorp
- Ro Mogendorff
- Willemine Polenaar
- Charlotte Pothuis
- Margaret Staal-Kropholler
- Annie Tollenaar-Ermeling
- Agathe Wegerif-Gravestein
- Betsy Westendorp-Osieck
- Agatha Zethraeus[1]

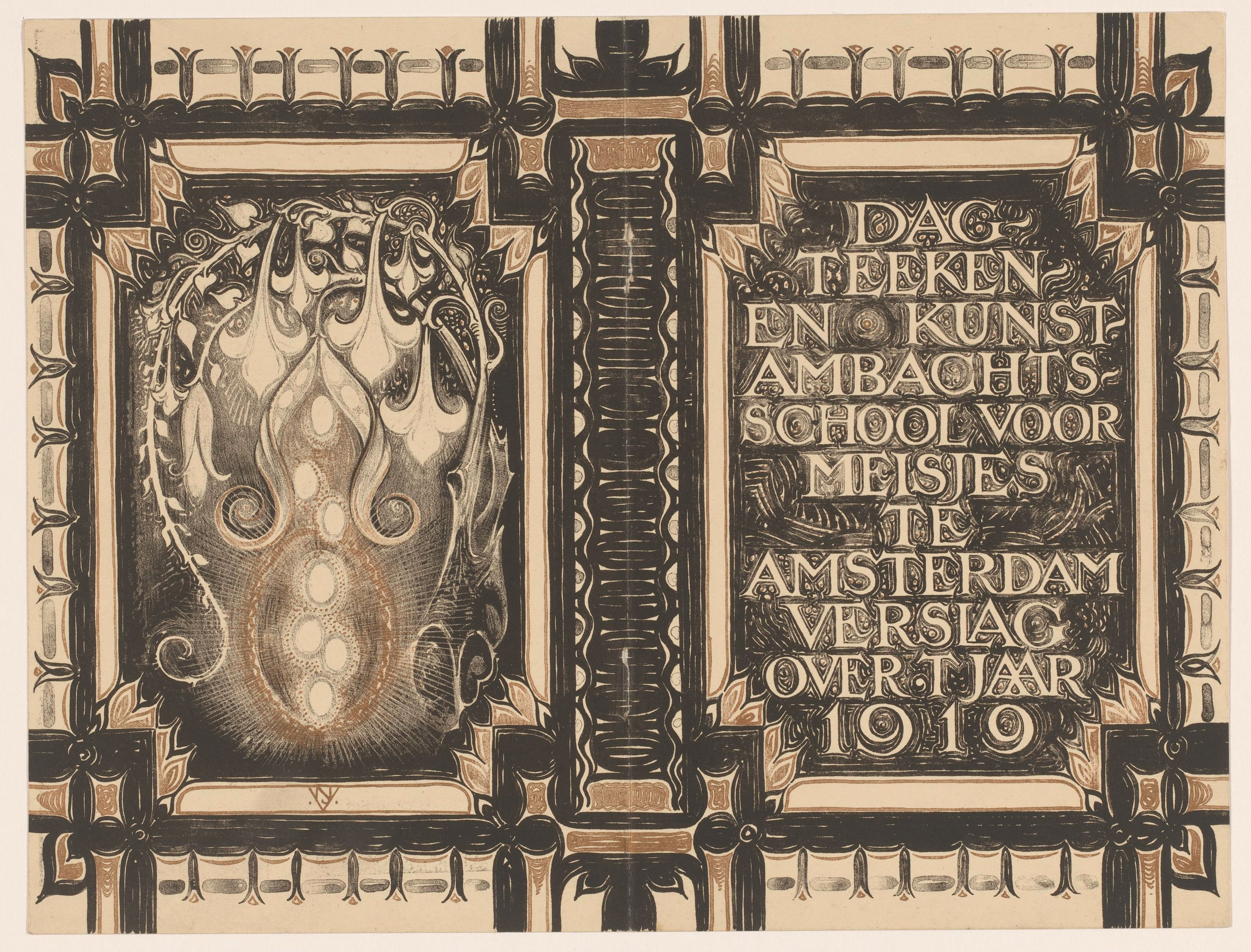
Umschlag des Jahresberichts 1919

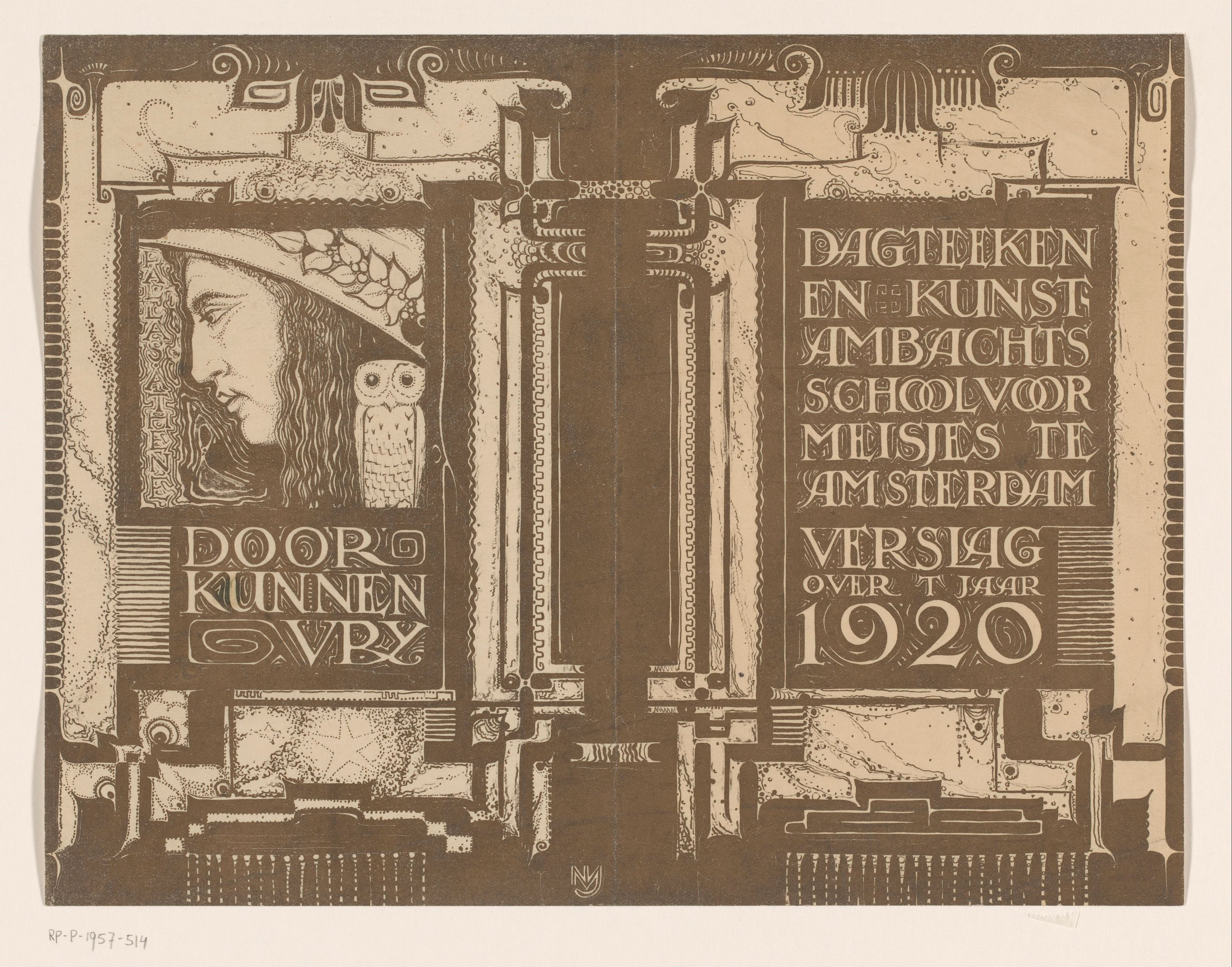
Umschlag des Jahresberichts 1920

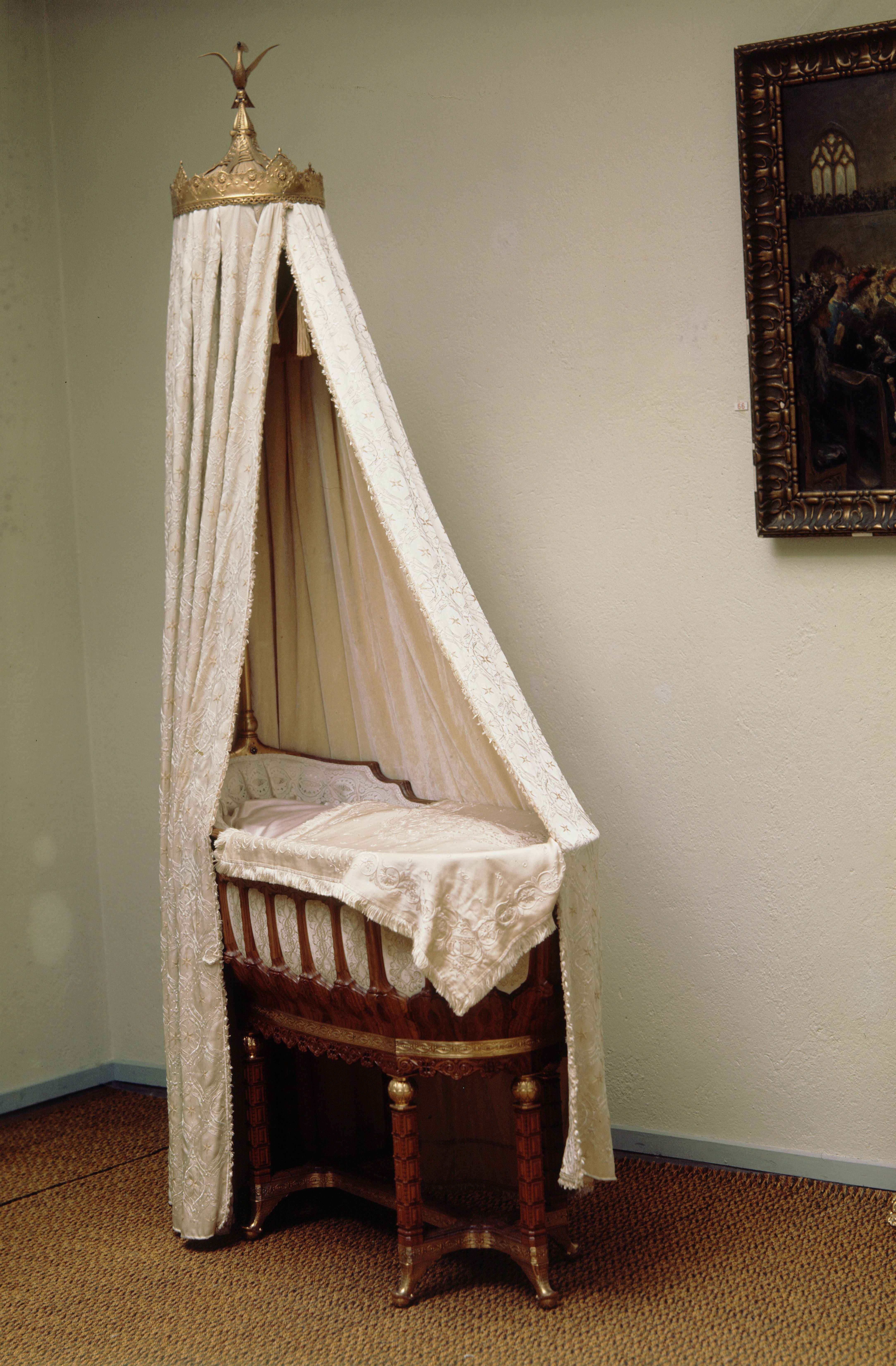
„Amsterdamse wieg“

Die Schule wurde hauptsächlich von Mädchen aus der oberen Mittelschicht besucht. Die Schule bildete Mädchen für das MO-Zertifikat (Ausbildungsgang für Lehrkräfte der Sekundarstufe) im Handzeichnen aus und bereitete auch auf die Aufnahmeprüfungen an der Rijksakademie van beeldende kunsten und der Rijksnormaalschool voor Teekenonderwijzers (Schule für die Lehrerinnenausbildung) vor. Sie vermittelte außerdem Fertigkeiten und Ausbildungen im kunsthandwerklichen Bereich, wie Buchbinderei und Grafik, Holzschnitzerei, Linolschnitt, Bildhauerei und Stuckarbeiten, Textilarbeiten sowie die Herstellung und Dekoration von Damen- und Kinderbekleidung. Zu den Bestandteilen des Lehrplans gehörten auch Zeichnen, Stoffdruck, Lithographie, Keramikmalerei, Textilkunst, Nähen, Lederverarbeitung, Dekoreinband, Blind- und Golddruck sowie theoretische Fächer, wie Flächengeometrie, Kunstgeschichte, Stilistik, Materialtheorie und Buchführung. Der Eintritt in den handwerklichen Zweig erfolgte mit zwölf bis 14 Jahren, zur Lehrerinnenausbildung ab 16 Jahren.
Die Schule veranstalte jährlich einen Tag der offenen Tür für interessierte Besucher, die dem Unterricht teils im laufenden Betrieb folgen konnten. Die Schule erhielt auch Aufträge. Die Schülerinnen entwarfen beispielsweise Muster, die sie in Linoleum schnitten und mit der Presse auf Inneneinrichtungstoffe druckten. Abnehmer war die Amsterdamer „Vereniging Ons Huis“, die die Schule mit der Ausschmückung einiger ihrer Häuser beauftragte. Die Schülerinnen waren auch an der Fertigung der „Amsterdamse wieg“ (Amsterdamer Wiege) beteiligt, einem Geschenk der Frauen und Mädchen der Stadt Amsterdam für Königin Wilhelmina anlässlich ihrer bevorstehenden Mutterschaft 1909. Die Bettwäsche besteht aus drei verschiedenen Sätzen Laken und Kissenbezügen, einer Decke und einer Tagesdecke. Die üppigen, kunstvollen Stickereien und Näharbeiten wurden von Mitgliedern der Frauenvereine und von Schülerinnen der Dagteeken- en Kunstambachtsschool unter der Leitung von Betsy Kerlen ausgeführt.

## Spätere Gebäudenutzung

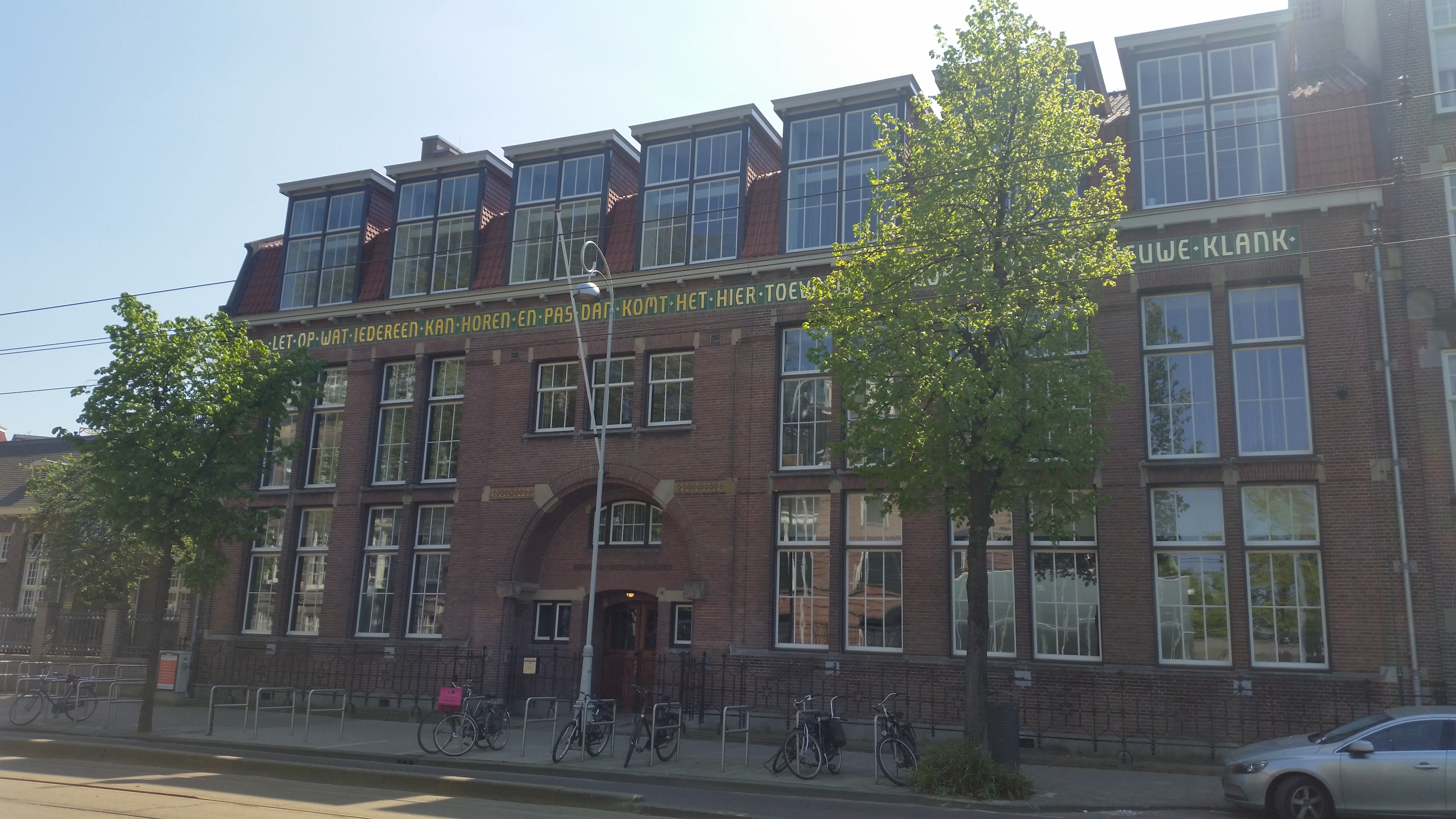
Gebäude Metsustraat 16 (2020)
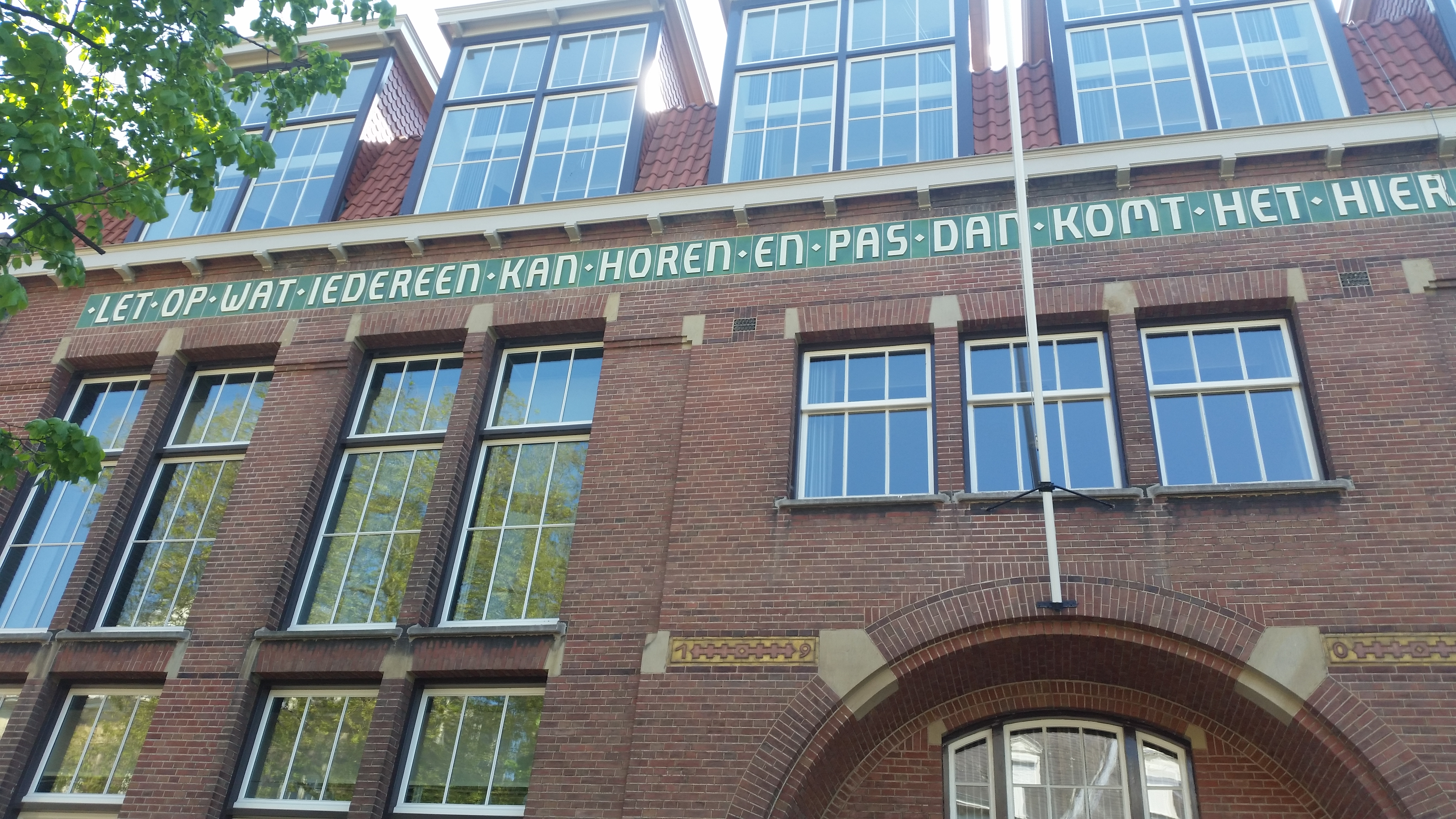
Gebäude Metsustraat 16 (2020)

Bis 2008 war das Gebäude Standort des Zentrallabors für die Erforschung von Kunstobjekten des Instituut Collectie Nederland (Niederländisches Instituts für Kunstsammlung). Nach Ankauf im Jahr 2016 und Renovierung, Restaurierung und teilweisen Neubau, inklusive Akustik- und Schallschutzmaßnahmen, wird es seit Anfang 2019 vom Concertgebouw-Orchester für Proben, Unterrichtszwecke und als Büro genutzt. Der Schriftzug „Dagteeken- en Kunstambachtsschool voor Meisjes“ im oberen Bereich der Fassade wurde ersetzt durch eine Gedichtzeile von K. Schippers: „Let op wat iedereen kan horen en pas dan komt het toevallig tevoorschijn een nieuwe klank“.
Die Backsteinfassade, das Vestibül und das Treppenhaus sind gut erhalten, viele alte Details an der Fassade und den Innenräumen wurden restauriert. Das Gebäude steht als Gemeentelijk monument unter Denkmalschutz.